# Glinojeck (gemeente)
De gemeente Glinojeck is een stad- en landgemeente in de Poolse woiwodschap Mazovië, in powiat Ciechanowski.
De zetel van de gemeente is in Glinojeck.
Op 30 juni 2004 telde de gemeente 8018 inwoners.

## Oppervlaktegegevens
In 2002 bedroeg de totale oppervlakte van gemeente Glinojeck 153,49 km², waarvan:
- agrarisch gebied: 58%
- bossen: 32%

De gemeente beslaat 14,44% van de totale oppervlakte van de powiat.

## Demografie
Stand op 30 juni 2004:
| Omschrijving                   | Totaal | Totaal | Vrouwen | Vrouwen | Mannen | Mannen |
| ------------------------------ | ------ | ------ | ------- | ------- | ------ | ------ |
| eenheid                        | aantal | %      | aantal  | %       | aantal | %      |
| inwoners                       | 8018   | 100    | 4016    | 50,1    | 4002   | 49,9   |
| bevolkingsdichtheid (inw./km²) | 52,2   | 52,2   | 26,2    | 26,2    | 26,1   | 26,1   |

In 2002 bedroeg het gemiddelde inkomen per inwoner 1478,04 zł.

## Administratieve plaatsen (sołectwo)
Bielawy, Brody Młockie, Budy Rumockie, Dreglin, Dukt-Krusz, Faustynowo, Kondrajec Pański, Kondrajec Szlachecki, Kowalewko-Szyjki, Lipiny, Luszewo, Malużyn, Nowy Garwarz, Ogonowo, Ościsłowo, Płaciszewo, Rumoka, Sadek, Śródborze, Stary Garwarz, Strzeszewo, Sulerzyż, Wkra, Wola Młocka, Wólka Garwarska, Zalesie, Zygmuntowo, Żeleźnia.

## Overige plaatsen
Działy, Gałczyn, Huta, Janowo, Juliszewo, Kamionka, Pieńki Faustynowskie, Szyjki Stare, Wkra-Kolonia, Zawiłka.

## Aangrenzende gemeenten
Baboszewo, Ciechanów, Ojrzeń, Raciąż, Sochocin, Strzegowo